# Hrobka rodu Metternichů
Hrobka rodu Metternichů je hrobka kancléře Metternicha a jeho rodiny na hřbitově v západočeských Plasích. Hrobka vznikla úpravou původně kostela svatého Václava. Hrobku vlastní město Plasy.

## Historie
Kostel byl původně gotický, za opata Ondřeje Trojera byl barokně přestavěn asi Janem Baptistou Matheyem a opatřen v průčelí dvěma věžemi. Po zrušení kláštera (1785) získal panství Metternich, který kostel nechal roku 1826 empírově přestavět na hrobku, při čemž byly i odstraněny věže. Přestavbu prováděl mladý Josef Kranner podle návrhu nebo spíše jen po konzultaci s Petrem Nobile.

## Architektura a vybavení
Hlavní průčelí s pilastry je zakončeno nízkým trojúhelníkovým štítem se znakem Metternichů v tympanonu. Do prostoru bývalého kostela je přístup po dvouramenném schodišti, pod nímž je vchod do vlastní hrobky. Vnitřek bývalého kostela je sklenut valeně, na klenbě presbytáře se zachovaly gotické malby. K původní výbavě patřilo mimo jiné několik obrazů Jana Kryštofa Lišky a tumbovitý relikviář sv. Valentýny z roku 1828, jejíž ostatky dostal Metternich od papeže Lva XII.

## Seznam pochovaných

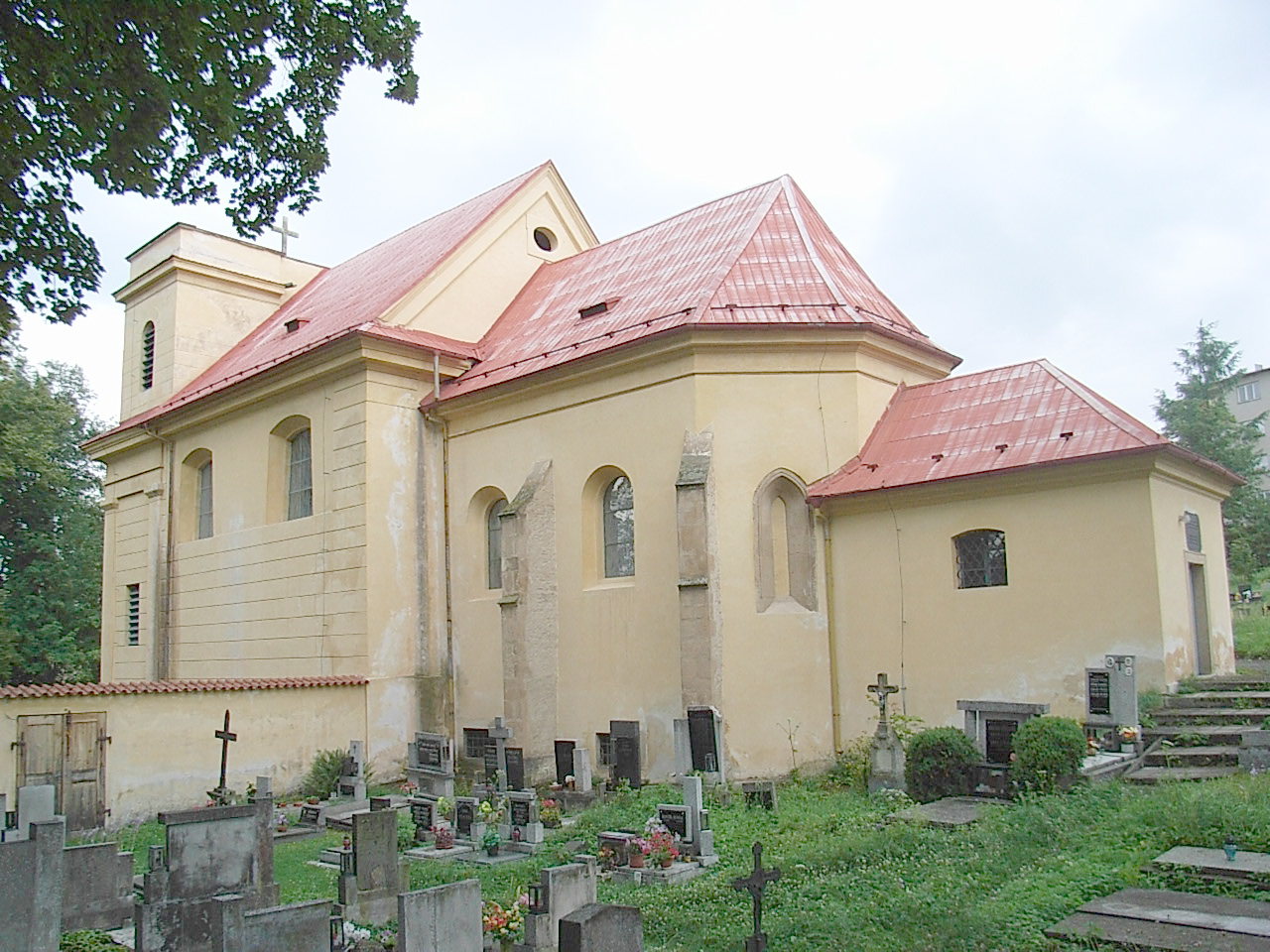
Pohled na bývalý kostel s gotickým presbytářem

Před vznikem hrobky bývali Metternichové pohřbíváni v kostele sv. Markéty v Kynžvartu (např. František Ferdinand († 1719) a Dietrich Filip Adolf z Metternich-Winneburgu († 1738)).
V hrobce v Plasích je pohřbena celá řada členů rodiny kancléře Metternicha včetně jeho manželek a dětí. Poslední z nich byl do hrobky uložen v roce 1930. Nik pro rakve je celkem třicet, na každé straně patnáct. Některé niky však zůstaly prázdné. 
Paul Alfons von Metternich-Winneburg ztratil majetek v Československu na základě Benešových dekretů v roce 1945, proto byla poslední generace pohřbena poblíž kostela sv. Jana Křtitele na zámku Johannisberg v Německu.

### Chronologicky podle data úmrtí
V tabulce jsou uvedeny základní informace o pohřbených. Fialově jsou vyznačeni příslušníci rodu Metternichů, žlutě jsou vyznačeny manželky z jiných rodů, pokud zde byly pohřbeny. Zeleně jsou vyznačeny osoby, které byly původně pohřbeny někde jinde. Červeně jsou zvýrazněna knížata. Přestože je rod zmiňován v Porýní už v roce 1297, zde jsou generace počítány až od Jana z Metternich-Zievelu († 1449). U manželek je generace v závorce a týká se generace manžela. Děti jsou vypsány v poznámce u matky, avšak pokud byla matka pohřbena jinde, jsou děti uvedeny v poznámce u otce.
| Po-řadí | Gene-race | Jméno pohřbeného                                            | Datum a místo narození     | Otec | Datum a místo sňatku, choť | Pohřeb a uložení do hrobky                                                                                                  | Poznámky |
| Po-řadí | Gene-race | Jméno pohřbeného                                            | Datum a místo úmrtí        | Matka | Datum a místo sňatku, choť | Pohřeb a uložení do hrobky                                                                                                  | Poznámky |
| ------- | --------- | ----------------------------------------------------------- | -------------------------- | --- | --- | --- | --- |
| 1.      | (8.)      | Lucie Wolff Metternich zur Gracht                           |                            | | Dietrich Adolf Metternich (č. 2) | Ostatky byly převezeny z kostela sv. Voršily v Kynšperku nad Ohří v roce 1879.                                              | Bezdětná. |
| 1.      | (8.)      | Lucie Wolff Metternich zur Gracht                           | 1691                       | | Dietrich Adolf Metternich (č. 2) | Ostatky byly převezeny z kostela sv. Voršily v Kynšperku nad Ohří v roce 1879.                                              | Bezdětná. |
| 2.      | 8.        | Dietrich Adolf Metternich                                   |                            | Lothar Metternich † 1663                                                                                           | Lucie Wolff Metternich zur Gracht (č. 1)                                                                                                | Ostatky byly převezeny z kostela sv. Voršily v Kynšperku nad Ohří v roce 1879.                                              | Povýšený na říšského hraběte 20. března 1679 a na českého hraběte 16. března 1682. Nepřímý předek kancléře. |
| 2.      | 8.        | Dietrich Adolf Metternich                                   | 24. 12. 1695               | Magdalena Ursula Cordula von der Heyden                                                                            | 1692: Johanna Alžběta z Leiningen-Westerburgu 27. 1. 1659 – 27. 3. 1708 Kynžvart                                                        | Ostatky byly převezeny z kostela sv. Voršily v Kynšperku nad Ohří v roce 1879.                                              | Povýšený na říšského hraběte 20. března 1679 a na českého hraběte 16. března 1682. Nepřímý předek kancléře. |
| 3.      | 12.       | František Jiří z Metternich-Winneburgu                      | 9. 3. 1746 Koblenz         | Jan Hugo Metternich 28. 9. 1710 – 24. 5. 1750                                                                      | 7. 1. 1771 Freiburg im Breisgau: Marie Beatrix z Kagenecku 8. 12. 1755 – 23. 11. 1828 Vídeň                                             | Původně pohřben v kostele sv. Markéty nebo v zámecké kapli sv. Antonína v Kynžvartu. Ostatky zde byly uloženy v roce 1828.  | 1. kníže z Metternich-Winneburgu (1803–1818), majitel fideikomisního panství Kynžvart. Narodily se mu následující děti: - 1. Pavlína Kunhuta Valburga, provd. Württemberská (1772–1855; č. 14) - 2. Klement Václav Nepomuk Lothar (1773–1859; č. 15), 2. kníže - 3. Josef Lothar Clemens (1774–1830; č. 9) - 4. Bedřich (Fridolin František) Ludvík (1777–1778) |
| 3.      | 12.       | František Jiří z Metternich-Winneburgu                      | 11. 8. 1818 Vídeň          | Klára Luisa z Kesselstattu 18. 11. 1726 – 26. 5. 1746                                                              | 7. 1. 1771 Freiburg im Breisgau: Marie Beatrix z Kagenecku 8. 12. 1755 – 23. 11. 1828 Vídeň                                             | Původně pohřben v kostele sv. Markéty nebo v zámecké kapli sv. Antonína v Kynžvartu. Ostatky zde byly uloženy v roce 1828.  | 1. kníže z Metternich-Winneburgu (1803–1818), majitel fideikomisního panství Kynžvart. Narodily se mu následující děti: - 1. Pavlína Kunhuta Valburga, provd. Württemberská (1772–1855; č. 14) - 2. Klement Václav Nepomuk Lothar (1773–1859; č. 15), 2. kníže - 3. Josef Lothar Clemens (1774–1830; č. 9) - 4. Bedřich (Fridolin František) Ludvík (1777–1778) |
| 4.      | 14.       | Marie Klementina z Metternich-Winneburgu                    | 30. 8. 1804                | Klement Václav z Metternich-Winneburgu (č. 15)                                                                     | | Původně pohřbena v kostele sv. Markéty nebo v zámecké kapli sv. Antonína v Kynžvartu. Ostatky zde byly uloženy v roce 1828. | |
| 4.      | 14.       | Marie Klementina z Metternich-Winneburgu                    | 6. 5. 1820                 | Marie Eleonora z Kaunitz-Rietbergu (č. 6)                                                                          | | Původně pohřbena v kostele sv. Markéty nebo v zámecké kapli sv. Antonína v Kynžvartu. Ostatky zde byly uloženy v roce 1828. | |
| 5.      | 14.       | Marie Leopoldina z Metternich-Winneburgu                    | 17. 1. 1797                | Klement Václav z Metternich-Winneburgu (č. 15)                                                                     | 15. 9. 1817 Vídeň: Josef Esterházy de Galántha 24. 11. 1791 – 12. 5. 1847 Vídeň                                                         | Původně pohřbena v Bernolákově.                                                                                             | Bezdětná. |
| 5.      | 14.       | Marie Leopoldina z Metternich-Winneburgu                    | 24. 7. 1820 Baden u Vídně  | Marie Eleonora z Kaunitz-Rietbergu (č. 6)                                                                          | 15. 9. 1817 Vídeň: Josef Esterházy de Galántha 24. 11. 1791 – 12. 5. 1847 Vídeň                                                         | Původně pohřbena v Bernolákově.                                                                                             | Bezdětná. |
| 6.      | (13.)     | Marie Eleonora z Kaunitz-Rietbergu                          | 1. 10. 1775 Vídeň          | Arnošt Kryštof z Kaunitz-Rietbergu 6. 6. 1737 Vídeň – 19. 5. 1797 Vídeň                                            | 27. 9. 1795 Slavkov u Brna: Klement Václav z Metternich-Winneburgu (č. 15)                                                              | Původně pohřbena v kostele sv. Markéty nebo v zámecké kapli sv. Antonína v Kynžvartu. Ostatky zde byly uloženy v roce 1828. | Vnučka domácího, dvorského a státního kancléře rakouska Václava Antonína z Kaunitz-Rietbergu (1711–1774). Dáma Řádu hvězdového kříže a palácová dáma. Dědička matčina panství Kojetín na jižní Moravě. Zemřela ve věku 49 let na tuberkulózu. Narodily se jí následující děti: - 1. Maria Leopoldina, provd. Esterházy de Galántha (1797–1820; č. 5) - 2. František Karel (1798–1799; pohřben na Matzleinsdorfském hřbitově ve Vídni) - 3. Klement Eduard (*/† 1799; pohřben na Matzleinsdorfském hřbitově ve Vídni) - 4. Viktor (1803–1829; č. 8) - 5. Klementina Marie Oktavie (1804–1820; č. 4) - 6. Marie Antonie (1806–1829) - 7. Leontina Adelheid Marie, provd. Sándor de Szlavnicza (1811–1861; pohřbena v Bajně) - 8. Hermina Gabriela (1815–1890; č. 17) |
| 6.      | (13.)     | Marie Eleonora z Kaunitz-Rietbergu                          | 19. 3. 1825 Paříž          | Leopoldina z Oettingen-Oettingenu a Oettingen-Spielbergu 28. 11. 1741 Oettingen – 28. 2. 1795 Vídeň                | 27. 9. 1795 Slavkov u Brna: Klement Václav z Metternich-Winneburgu (č. 15)                                                              | Původně pohřbena v kostele sv. Markéty nebo v zámecké kapli sv. Antonína v Kynžvartu. Ostatky zde byly uloženy v roce 1828. | Vnučka domácího, dvorského a státního kancléře rakouska Václava Antonína z Kaunitz-Rietbergu (1711–1774). Dáma Řádu hvězdového kříže a palácová dáma. Dědička matčina panství Kojetín na jižní Moravě. Zemřela ve věku 49 let na tuberkulózu. Narodily se jí následující děti: - 1. Maria Leopoldina, provd. Esterházy de Galántha (1797–1820; č. 5) - 2. František Karel (1798–1799; pohřben na Matzleinsdorfském hřbitově ve Vídni) - 3. Klement Eduard (*/† 1799; pohřben na Matzleinsdorfském hřbitově ve Vídni) - 4. Viktor (1803–1829; č. 8) - 5. Klementina Marie Oktavie (1804–1820; č. 4) - 6. Marie Antonie (1806–1829) - 7. Leontina Adelheid Marie, provd. Sándor de Szlavnicza (1811–1861; pohřbena v Bajně) - 8. Hermina Gabriela (1815–1890; č. 17) |
| 7.      | (13.)     | Marie Antonie z Leykamu, hraběnka z Beylsteinu              | 15. 8. 1806 Neapol         | | 5. 11. 1827 zámek Hetzendorf u Vídně: Klement Václav z Metternich-Winneburgu (č. 15)                                                    | | Od 7. října 1827 hraběnka z Beylsteinu. Narodil se jí syn: - Richard Clemens Josef (1829–1895; č. 18), 3. kníže |
| 7.      | (13.)     | Marie Antonie z Leykamu, hraběnka z Beylsteinu              | 17. 1. 1829 Kynžvart       | | 5. 11. 1827 zámek Hetzendorf u Vídně: Klement Václav z Metternich-Winneburgu (č. 15)                                                    | | Od 7. října 1827 hraběnka z Beylsteinu. Narodil se jí syn: - Richard Clemens Josef (1829–1895; č. 18), 3. kníže |
| 8.      | 14.       | Viktor z Metternich-Winneburgu                              | 12. 1. 1803                | Klement Václav z Metternich-Winneburgu (č. 15)                                                                     | | | Měl nemanželského syna Rogera z Aldenburgu (č. 21). |
| 8.      | 14.       | Viktor z Metternich-Winneburgu                              | 30. 11. 1829 Vídeň         | Marie Eleonora z Kaunitz-Rietbergu (č. 6)                                                                          | | | Měl nemanželského syna Rogera z Aldenburgu (č. 21). |
| 9.      | 13.       | Josef z Metternich-Winneburgu                               | 14. 11. 1774               | František Jiří z Metternich-Winneburgu (č. 3)                                                                      | Juliana Františka Sułkowska (č. 12) | | Mladší bratr kancléře. |
| 9.      | 13.       | Josef z Metternich-Winneburgu                               | 9. 12. 1830                | Marie Beatrix z Kagenecku 8. 12. 1755 – 23. 11. 1828 Vídeň                                                         | Juliana Františka Sułkowska (č. 12) | | Mladší bratr kancléře. |
| 10.     | 14.       | Klement z Metternich-Winneburgu                             | 21. 4. 1833                | Klement Václav z Metternich-Winneburgu (č. 15)                                                                     | | | |
| 10.     | 14.       | Klement z Metternich-Winneburgu                             | 10. 6. 1833                | Melanie Zichy-Ferraris de Zich et Vásonykeö (č. 13)                                                                | | | |
| 11.     | 14.       | Marie Emílie z Metternich-Winneburgu                        | 22. 3. 1836                | Klement Václav z Metternich-Winneburgu (č. 15)                                                                     | | | |
| 11.     | 14.       | Marie Emílie z Metternich-Winneburgu                        | 12. 6. 1836                | Melanie Zichy-Ferraris de Zich et Vásonykeö (č. 13)                                                                | | | |
| 12.     | (13.)     | Juliana Františka Sułkowska                                 | 5. 3. 1776                 | František Sułkowski, 4. kníže Sułkowski, 4. vévoda z Bielitz                                                       | Josef z Metternich-Winneburgu (č. 9) | | Bezdětná. |
| 12.     | (13.)     | Juliana Františka Sułkowska                                 | 18. 4. 1839                | Judith Maria von Bazzardi-Montbelli                                                                                | Josef z Metternich-Winneburgu (č. 9) | | Bezdětná. |
| 13.     | (13.)     | Melanie Zichy-Ferraris de Zich et Vásonykeö                 | 28. 1. 1805 Vídeň          | František Zichy-Ferraris de Zich et Vásonkeö 25. 6. 1777 – 6. 10. 1839                                             | 30. 1. 1831 Vídeň: Klement Václav z Metternich-Winneburgu (č. 15)                                                                       | | Dáma Řádu hvězdového kříže a palácová dáma. Narodily se jí následující děti: - 1. Melanie Marie Pauline, provd. Zichy de Zich et Vásonkeö (1832–1919; pohřbena na hřbitově ve Vídni-Hietzingu) - 2. Klement (*/† 1833; č. 10) - 3. Pavel Klement Lothar (1834–1906; č. 20), 4. kníže - 4. Marie Emílie Stephanie (*/† 1836; č. 11) - 5. Lothar Štěpán August (1837–1904; č. 19) |
| 13.     | (13.)     | Melanie Zichy-Ferraris de Zich et Vásonykeö                 | 3. 3. 1854 Vídeň           | Marie Vilemína z Ferraris 3. 9. 1780 Brusel – 25. 1. 1866 Vídeň                                                    | 30. 1. 1831 Vídeň: Klement Václav z Metternich-Winneburgu (č. 15)                                                                       | | Dáma Řádu hvězdového kříže a palácová dáma. Narodily se jí následující děti: - 1. Melanie Marie Pauline, provd. Zichy de Zich et Vásonkeö (1832–1919; pohřbena na hřbitově ve Vídni-Hietzingu) - 2. Klement (*/† 1833; č. 10) - 3. Pavel Klement Lothar (1834–1906; č. 20), 4. kníže - 4. Marie Emílie Stephanie (*/† 1836; č. 11) - 5. Lothar Štěpán August (1837–1904; č. 19) |
| 14.     | 13.       | Paulina (Pavlína) Kuhnuta z Metternich-Winneburgu           | 29. 11. 1772 Koblenz       | František Jiří z Metternich-Winneburgu (č. 3)                                                                      | 23. 2. 1817 Marseille: Ferdinand August Württemberský 22. 10. 1763 – 20. 1. 1834                                                        | | Starší sestra kancléře. Bezdětná. Manžel byl pohřben v kolegiátním kostele ve Stuttgartu. |
| 14.     | 13.       | Paulina (Pavlína) Kuhnuta z Metternich-Winneburgu           | 23. 6. 1855 Vídeň-Hietzing | Marie Beatrix z Kagenecku 8. 12. 1755 – 23. 11. 1828 Vídeň                                                         | 23. 2. 1817 Marseille: Ferdinand August Württemberský 22. 10. 1763 – 20. 1. 1834                                                        | | Starší sestra kancléře. Bezdětná. Manžel byl pohřben v kolegiátním kostele ve Stuttgartu. |
| 15.     | 13.       | Klement Václav (Clemens Wenzel) z Metternich-Winneburgu     | 15. 5. 1773 Koblenz        | František Jiří z Metternich-Winneburgu (č. 3)                                                                      | 27. 9. 1795 Slavkov u Brna: Marie Eleonora z Kaunitz-Rietbergu (č. 6)                                                                   | | 2. kníže z Metternich-Winneburgu (1818–1859), 1. vévoda Portelly (1. 8. 1818), hrabě z Kynžvartu, dědičný španělský grand I. třídy (1. 10. 1818), rakouský domácí, dvorský a státní kancléř, státní a konferenční ministr. C. k. komoří a tajný rada, rytíř Řádu zlatého rouna, majitel velkokříže Královského řádu sv. Štěpána. Kancléř Vojenského řádu Marie Terezie a kurátor Císařské akademie výtvarných umění. Majitel fideikomisního panství a od roku 1848 velkostatku Kynžvart (1818–1859) a dále panství Plasy, Kaceřov, Krašov, Johannisberg, Vřesovice, Kovalovice. S Jekatěrinou Pavlovnou Bagrationovu, rozenou Skavronskou měl dceru: - Marie-Clementine Bagration, provd. Blome (1810–1829)                                                        |
| 15.     | 13.       | Klement Václav (Clemens Wenzel) z Metternich-Winneburgu     | 11. 6. 1859 Vídeň          | Marie Beatrix z Kagenecku 8. 12. 1755 – 23. 11. 1828 Vídeň                                                         | 5. 11. 1827 zámek Hetzendorf u Vídně: Marie Antonie z Leykamu, hraběnka z Beylsteinu (č. 7)                                             | | 2. kníže z Metternich-Winneburgu (1818–1859), 1. vévoda Portelly (1. 8. 1818), hrabě z Kynžvartu, dědičný španělský grand I. třídy (1. 10. 1818), rakouský domácí, dvorský a státní kancléř, státní a konferenční ministr. C. k. komoří a tajný rada, rytíř Řádu zlatého rouna, majitel velkokříže Královského řádu sv. Štěpána. Kancléř Vojenského řádu Marie Terezie a kurátor Císařské akademie výtvarných umění. Majitel fideikomisního panství a od roku 1848 velkostatku Kynžvart (1818–1859) a dále panství Plasy, Kaceřov, Krašov, Johannisberg, Vřesovice, Kovalovice. S Jekatěrinou Pavlovnou Bagrationovu, rozenou Skavronskou měl dceru: - Marie-Clementine Bagration, provd. Blome (1810–1829)                                                        |
| 15.     | 13.       | Klement Václav (Clemens Wenzel) z Metternich-Winneburgu     | 11. 6. 1859 Vídeň          | Marie Beatrix z Kagenecku 8. 12. 1755 – 23. 11. 1828 Vídeň                                                         | 30. 1. 1831 Vídeň: Melanie Zichy-Ferraris de Zich et Vásonykeö (č. 13)                                                                  | | 2. kníže z Metternich-Winneburgu (1818–1859), 1. vévoda Portelly (1. 8. 1818), hrabě z Kynžvartu, dědičný španělský grand I. třídy (1. 10. 1818), rakouský domácí, dvorský a státní kancléř, státní a konferenční ministr. C. k. komoří a tajný rada, rytíř Řádu zlatého rouna, majitel velkokříže Královského řádu sv. Štěpána. Kancléř Vojenského řádu Marie Terezie a kurátor Císařské akademie výtvarných umění. Majitel fideikomisního panství a od roku 1848 velkostatku Kynžvart (1818–1859) a dále panství Plasy, Kaceřov, Krašov, Johannisberg, Vřesovice, Kovalovice. S Jekatěrinou Pavlovnou Bagrationovu, rozenou Skavronskou měl dceru: - Marie-Clementine Bagration, provd. Blome (1810–1829)                                                        |
| 16.     | 15.       | Emílie Marie Felicitas z Metternich-Winneburgu              | 24. 2. 1873                | Pavel Klement Lothar z Metternich-Winneburgu (č. 20)                                                               | | | |
| 16.     | 15.       | Emílie Marie Felicitas z Metternich-Winneburgu              | 20. 1. 1884                | Melania Zichy-Ferraris de Zich und Vásonykeö 16. 8. 1843 Oroszvár (zámek Carlburg) – 3. 8. 1925 zámek Johannisberg | | | |
| 17.     | 14.       | Hermina Gabriela z Metternich-Winneburgu                    | 1. 9. 1815                 | Klement Václav z Metternich-Winneburgu (č. 15)                                                                     | | | Dáma ústavu šlechtičen ve Vídni. Zemřela ve věku 75 let na zánět pobřišnice (peritonitis). |
| 17.     | 14.       | Hermina Gabriela z Metternich-Winneburgu                    | ?. 12. 1890 Vídeň          | Marie Eleonora z Kaunitz-Rietbergu (č. 6)                                                                          | | | Dáma ústavu šlechtičen ve Vídni. Zemřela ve věku 75 let na zánět pobřišnice (peritonitis). |
| 18.     | 14.       | Richard z Metternich-Winneburgu                             | 7. 1. 1829 Vídeň           | Klement Václav z Metternich-Winneburgu (č. 15)                                                                     | 13. 6. 1856 Vídeň: Pauline Clementine Sándor de Szlavnicza 26. 2. 1836 – 28. 9. 1921                                                    | | 3. kníže z Metternich-Winneburgu (1859–1895), rytíř Řádu zlatého rouna, c. k. komoří a tajný rada, diplomat (rakouský velvyslanec ve Francii (1859–1870)). Majitel fideikomisního velkostatku Kynžvart. Narodily se mu následující děti s příjmením Metternich-Sándor von Winneburg: - 1. Sophie Marie Antoinette, provd. zu Oettingen-Oettingen und Oettingen-Spielberg (1857–1941; pohřbena v hrobní kapli v Oettingenu) - 2. Antoinette Pascalina, provd. z Waldstein-Wartenbergu (1862–1890; pohřbena v Duchcově) - 3. Clementine Marie Melanie (1870–1963; pohřbena na Friedgartenu při zámku Corvey v Höxteru) |
| 18.     | 14.       | Richard z Metternich-Winneburgu                             | 1. 3. 1895 Vídeň           | Marie Antonie z Leykamu, hraběnka z Beylsteinu (č. 7)                                                              | 13. 6. 1856 Vídeň: Pauline Clementine Sándor de Szlavnicza 26. 2. 1836 – 28. 9. 1921                                                    | | 3. kníže z Metternich-Winneburgu (1859–1895), rytíř Řádu zlatého rouna, c. k. komoří a tajný rada, diplomat (rakouský velvyslanec ve Francii (1859–1870)). Majitel fideikomisního velkostatku Kynžvart. Narodily se mu následující děti s příjmením Metternich-Sándor von Winneburg: - 1. Sophie Marie Antoinette, provd. zu Oettingen-Oettingen und Oettingen-Spielberg (1857–1941; pohřbena v hrobní kapli v Oettingenu) - 2. Antoinette Pascalina, provd. z Waldstein-Wartenbergu (1862–1890; pohřbena v Duchcově) - 3. Clementine Marie Melanie (1870–1963; pohřbena na Friedgartenu při zámku Corvey v Höxteru) |
| 19.     | 14.       | Lothar Štěpán z Metternich-Winneburgu                       | 13. 9. 1837 Vídeň          | Klement Václav z Metternich-Winneburgu (č. 15)                                                                     | 21. 4. 1868 Vídeň: Karoline Anna Rosalie Reittner 21. 4. 1868 Vídeň – 21. 9. 1899                                                       | | Bezdětný. První manželka byla pohřbena na hřbitově ve Vídni-Döblingu. |
| 19.     | 14.       | Lothar Štěpán z Metternich-Winneburgu                       | 2. 10. 1904 Vídeň          | Melanie Zichy-Ferraris de Zich et Vásonykeö (č. 13)                                                                | 5. 6. 1900 Vídeň: Františka Mittrowská z Mittrowitz 8/10. 11. 1846 – 19. 3. 1918                                                        | | Bezdětný. První manželka byla pohřbena na hřbitově ve Vídni-Döblingu. |
| 20.     | 14.       | Pavel Klement (Paul Klemens) Lothar z Metternich-Winneburgu | 14. 10. 1834 Vídeň         | Klement Václav z Metternich-Winneburgu (č. 15)                                                                     | 9. 5. 1868 Carlburg: Melania Zichy-Ferraris de Zich und Vásonykeö 16. 8. 1843 Oroszvár (zámek Carlburg) – 3. 8. 1925 zámek Johannisberg | | 4. kníže z Metternich-Winneburgu (1895–1906), majitel fideikomisního panství a od roku 1848 velkostatku Kynžvart. Narodily se mu následující děti: - 1. Klemens Wenzel Lothar (1869–1930; č. 22), 5. kníže - 2. Emilie Marie Felicitas (1873–1884; č. 16) - 3. Pauline Felix Maria, provd. von Thurn und Taxis (1880–1960; pohřbena v klášterním kostele sv. Petra a Pavla v Obermarchtalu) |
| 20.     | 14.       | Pavel Klement (Paul Klemens) Lothar z Metternich-Winneburgu | 6. 2. 1906 Vídeň           | Melanie Zichy-Ferraris de Zich et Vásonykeö (č. 13)                                                                | 9. 5. 1868 Carlburg: Melania Zichy-Ferraris de Zich und Vásonykeö 16. 8. 1843 Oroszvár (zámek Carlburg) – 3. 8. 1925 zámek Johannisberg | | 4. kníže z Metternich-Winneburgu (1895–1906), majitel fideikomisního panství a od roku 1848 velkostatku Kynžvart. Narodily se mu následující děti: - 1. Klemens Wenzel Lothar (1869–1930; č. 22), 5. kníže - 2. Emilie Marie Felicitas (1873–1884; č. 16) - 3. Pauline Felix Maria, provd. von Thurn und Taxis (1880–1960; pohřbena v klášterním kostele sv. Petra a Pavla v Obermarchtalu) |
| 21.     | 15.       | Roger z Aldenburgu                                          | 21. 10. 1827               | Viktor z Metternich-Winneburgu (č. 8)                                                                              | | | Nemanželské dítě, vnuk kancléře. Ve stavu svobodných pánů. |
| 21.     | 15.       | Roger z Aldenburgu                                          | 14. 10. 1906 Vídeň         | Claire Clemence Henriette de Maillé de La Tour-Landry 9. 12. 1796 – 16. 7. 1861                                    | | | Nemanželské dítě, vnuk kancléře. Ve stavu svobodných pánů. |
| 22.     | 15.       | Klemens Wenzel Lothar z Metternich-Winneburgu               | 9. 2. 1869 Vídeň           | Pavel Klement Lothar z Metternich-Winneburgu (č. 20)                                                               | 4. 10. 1905 Madrid: Dona Isabel de Silva y Carvajal 3. 5. 1880 Madrid – 8. 2. 1980 Madrid                                               | | 5. kníže z Metternich-Winneburgu, 4. vévoda z Portelly (1906–1930). Vnuk kancléře. Majitel velkostatku Kynžvart. Černá ovce rodiny, které nebyly cizí hazardní hry, zadlužování a nezřízené pijatiky. Kvůli dluhům byl nucen prodat vídeňskou rodovou knihovnu (1907) a Metternichovský palác ve Vídni (1911). Narodil se mu následující syn: - Paul Alfons (1917–1992; pohřben v areálu zámku Johannisberg), 6. kníže Manželka byla pohřbena na hřbitově San Juste v Madridu. |
| 22.     | 15.       | Klemens Wenzel Lothar z Metternich-Winneburgu               | 13. 5. 1930 Mnichov        | Melania Zichy-Ferraris de Zich und Vásonykeö 16. 8. 1843 – 3. 8. 1925                                              | 4. 10. 1905 Madrid: Dona Isabel de Silva y Carvajal 3. 5. 1880 Madrid – 8. 2. 1980 Madrid                                               | | 5. kníže z Metternich-Winneburgu, 4. vévoda z Portelly (1906–1930). Vnuk kancléře. Majitel velkostatku Kynžvart. Černá ovce rodiny, které nebyly cizí hazardní hry, zadlužování a nezřízené pijatiky. Kvůli dluhům byl nucen prodat vídeňskou rodovou knihovnu (1907) a Metternichovský palác ve Vídni (1911). Narodil se mu následující syn: - Paul Alfons (1917–1992; pohřben v areálu zámku Johannisberg), 6. kníže Manželka byla pohřbena na hřbitově San Juste v Madridu. |

### Chronologicky podle roku narození
- 1. Ditrich Adolf († 1695), nepřímý předek kancléře
- 2. Lucie († konec 17. století), nepřímý předek kancléře
- 3. František Jiří (1746–1818), otec kancléře
- 4. Paulina Kunhuta (1772–1855), starší sestra kancléře

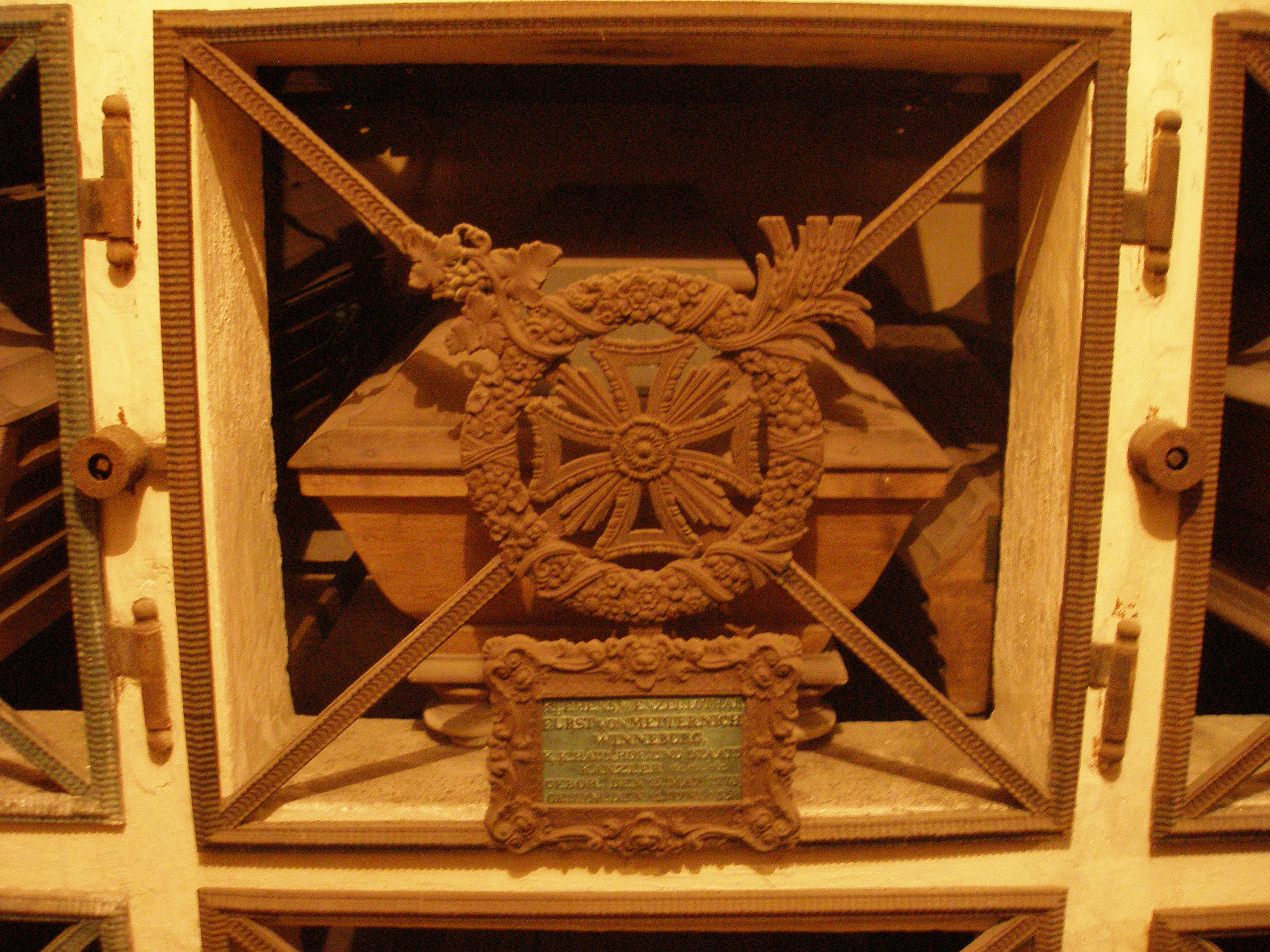
Rakev kancléře Metternicha

- 5. Klement Václav Nepomuk Lothar Metternich (1773–1859), kancléř Rakouského císařství
- 6. Josef (1774–1830), mladší bratr kancléře, manžel Julie Františky (č. 8)
- 7. Marie Eleonora Kounic-Rietbergová (1775–1825), první manželka kancléře (sňatek 27. září 1795 ve Slavkově), ostatky zde byly uloženy v roce 1828, původně pohřbena v Kynžvartu
- 8. Julie (Juliána) Františka, rozená Sułkowska (1776–1839), manželka Josefa (č. 6), švagrová kancléře
- 9. Marie Leopoldina (1797–1820), dcera kancléře z prvního manželství, manželka Josefa Esterházyho z Galanty
- 10. Viktor (1803–1829), syn kancléře z prvního manželství
- 11. Marie Klementina (1804–1820), dcera kancléře z prvního manželství
- 12. Melanie Zichy-Ferraris (1805–1854), třetí manželka kancléře
- 13. Marie Antonie Leykamová (1806–1829), druhá manželka kancléře
- 14. Hermina Gabriela (1815–1890), dcera kancléře z prvního manželství
- 15. Roger von Aldenburg (1827–1906), syn Viktora (č. 10), vnuk kancléře
- 16. Richard (1829–1895), syn kancléře z druhého manželství
- 17. Klement (*/† 1833), syn kancléře z třetího manželství
- 18. Pavel Klement Lothar (1834–1906), syn kancléře z třetího manželství
- 19. Marie (*/† 1836), dcera kancléře z třetího manželství
- 20. Lothar Štěpán (1837–1904), syn kancléře z třetího manželství
- 21. Klement Václav Lothar (1869–1930), syn Pavla Klementa Lothara (č. 18), vnuk kancléře
- 22. Emílie Marie Felicitas (1873–1884), jedenáctiletá dcera Pavla Klementa Lothara (č. 18), vnučka kancléře